# Strousberg-Bahn

Karte der Strousberg-Bahn

Die Strousberg-Bahn, tschechisch Strousbergova dráha ist eine unvollendete Eisenbahnverbindung in Tschechien. Sie geht auf den preußischen „Eisenbahnkönig“ Bethel Henry Strousberg zurück, der mit ihr die herrschaftseigenen Steinkohle- und Eisenerzbergwerke mit den Hüttenwerken verbinden wollte. Die Strecke sollte von Františkov (Franzensthal) über Zbiroh, Kařez, Zaječov, Strašice und Dobřív nach Mirošov (Miröschau) führen, wo eine Anbindung an die damalige Miröschauer Gewerksbahn geplant war. Eine Verknüpfung mit der Böhmischen Westbahn war an der damaligen Station Zbirow (heute Kařízek) über eine Zweigbahn vorgesehen.

## Geschichte

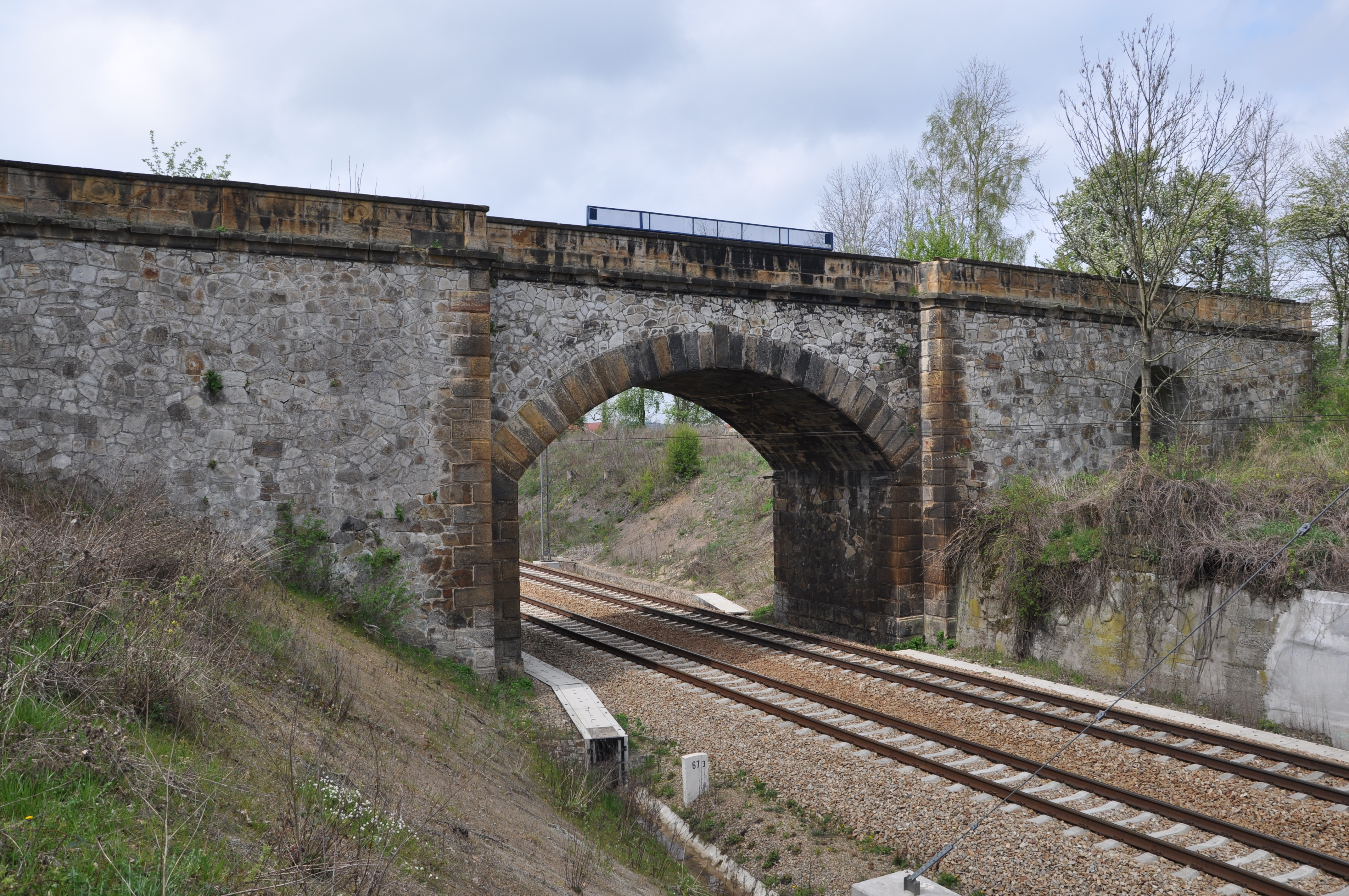
Brücke der Strousberg-Bahn über die Böhmische Westbahn bei Zbiroh (2014)

Der Bau der Strecke begann 1868. Im Jahr 1871 konnte der Abschnitt zwischen der Ladestelle des Eisenbergwerkes in Zaječov und dem Eisenwerk in Strašice provisorisch in Betrieb genommen werden. Infolge der Wirtschaftskrise von 1873 kam es jedoch schon bald zur Einstellung der Bauarbeiten. Zu diesem Zeitpunkt war das Planum von Františkov bis Dobřiv weitgehend fertiggestellt.
Als Bethel Henry Strousberg im Jahr 1875 seinen Besitz infolge Zahlungsunfähigkeit verlor, musste der Betrieb zwischen Zaječov und Strašice wieder eingestellt werden. Obwohl die an der Strecke liegenden Gemeinden an einem Weiterbau der Strecke interessiert waren, kam es später nie mehr zu einer Wiederaufnahme der Arbeiten. Der größte Teil der fertiggestellten Abschnitte ist bis heute im Gelände deutlich sichtbar. Auch das Kreuzungsbauwerk über die Böhmische Westbahn östlich des Bahnhofes Zbiroh existiert noch.